# Bataille de Kolberg
Seconde Guerre mondiale
Batailles
Front de l’Est

Prémices :
- Campagne de Pologne
- Guerre d’Hiver

Guerre germano-soviétique :
- 1941 : L'invasion de l'URSS

- Opération Barbarossa

Front nord : 
- Guerre de Continuation
- Opération Silberfuchs
- Siège de Léningrad

Front central : 
- 2e bataille de Brest-Litovsk
- Bataille de Białystok–Minsk
- 1re bataille de Smolensk
- Bataille de Kiev

Front sud : 
- Siège d'Odessa
- Campagne de Crimée

- 1941-1942 : La contre-offensive soviétique

Front nord : 
- Poche de Demiansk
- Poche de Kholm

Front central : 
- Bataille de Moscou

Front sud : 
- Seconde bataille de Kharkov

- 1942-1943 : De Fall Blau à 3e Kharkov

Front nord : 
- Offensive de Siniavino
- Opération Iskra
- Bataille de Krasny Bor
- Opération Poliarnaïa Zvezda

Front central : 
- Opération Mars

Front sud : 
- Bataille du Caucase (opération Fall Blau)
- Bataille de Stalingrad
- Opération Uranus
- Opération Saturne
- Offensive d'Ostrogojsk-Rossoch
- Offensive de Voronej-Kastornoe
- Opération Gallop
- Opération Étoile
- Troisième bataille de Kharkov

- 1943-1944 : Libération de l'Ukraine et de la Biélorussie

Front central : 
- 2e bataille de Smolensk
- Opération Bagration

Front sud : 
- Bataille de Koursk
- Bataille du Dniepr
- Offensive Dniepr-Carpates
- Offensive de Crimée
- Offensive de Lvov-Sandomir

- 1944-1945 : Campagnes d'Europe centrale et d'Allemagne

Allemagne : 
- Offensive Vistule-Oder
- Offensive de Poméranie orientale
- Siège de Breslau
- Offensive de Prusse-Orientale
- Bataille de Königsberg
- Bataille de Seelow
- Bataille de Bautzen
- Bataille de Berlin
- Capitulation allemande

Front nord et Finlande : 
- Guerre de Laponie
- Offensive Leningrad-Novgorod
- Bataille de Narva

Europe orientale : 
- Opération Margarethe
- Insurrection de Varsovie
- Soulèvement national slovaque
- Opération Panzerfaust
- Bataille de Budapest
- Opération Frühlingserwachen
- Offensive de Vienne
- Insurrection de Prague
- Offensive de Prague
- Bataille de Slivice

Front d’Europe de l’Ouest

Campagnes d'Afrique, du Moyen-Orient et de Méditerranée

Bataille de l’Atlantique

Guerre du Pacifique

Guerre sino-japonaise

Théâtre américain
La bataille de Kolberg eut lieu durant la Seconde Guerre mondiale, dans le cadre des combats accompagnant l'offensive de Poméranie orientale.

## Contexte historique
En 1945, Kolberg (aujourd'hui : Kołobrzeg) jouait un rôle important dans le système de défense allemand. Sa base navale était à la fois un point d'évacuation et un point de ravitaillement et de débarquement allemand.
Les Allemands commencent à fortifier la ville en 1944 en s'appuyant sur le fleuve Parsęta, en 1945 les barricades sont érigées et les bâtiments préparés à la défense. Forts de 10 000 hommes appuyés par la Kriegsmarine, l'artillerie côtière, un train blindé, des volontaires français de la Division Charlemagne restés pour protéger la ville, chars et canons les Allemands attendent l'ennemi.

## Déroulement de la bataille
Le 4 mars, la 45e brigade blindée soviétique tente de prendre la ville par l'ouest mais est rejetée le lendemain. Le 7 mars, la 6e division d'infanterie polonaise attaque par le sud-ouest et réalise une percée profonde. Le 8 mars la 3e division d'infanterie polonaise complète l'encerclement par l'ouest. Des durs combats ont lieu, à l'est dans le quartier de l'église Saint-Georges, à l'ouest à proximité des casernes. Le 12 mars les forces polonaises transpercent la ligne de défense extérieure, les casernes sont prises.
Du 12 au 17 mars, les combats sont poursuivis pour percer la ligne de défense intérieure. Le 13 mars, les attaquants sont renforcés par la 4e Division d'Infanterie polonaise et le 4e régiment de chars de combat polonais. La 6e division s'approche du port par le sud et traverse le fleuve Parsęta. La 3e division et le 18e régiment de la 6e division appuyés par des chars et canons luttent au centre historique, prennent l'usine à gaz et s'approchent de la gare. La 4e division s'empare de l'hippodrome, du dépôt de locomotives et de l'atelier ferroviaire. Le train blindé Panzerzug 72A commandé par Gerhard Roeming est détruit près de la gare.
Le 14 mars, l'état-major envoie par radio une proposition de capitulation au colonel Fullriede : celui-ci refuse, les Polonais reprennent les combats.
Le 15 mars, un ravitaillement allemand arrive dans la rade de Kolberg en provenance de Swinemünde. L'armée de l'air polonaise tente d'empêcher le débarquement, mais sa mission est rendue inefficace par le brouillard. Malgré le feu de l'artillerie, les Allemands réussissent à débarquer et contre-attaquent. Finalement, ils sont rejetés par les Polonais.
La nuit du 17 au 18 mars, après le regroupement et une préparation de l'artillerie, commence l'assaut général. Le 18 au matin, la gare et le port sont pris.
La prise de Kolberg est suivie par le Mariage de la Pologne à la Mer Baltique.

## Évacuation
La majorité des civils, des réfugiés ainsi qu'un certain nombre de soldats ont été évacués par la mer dans le cadre de l'opération Hannibal,,,.

## Bilan
Durant la bataille, les forces polonaises et soviétiques perdent 1 206 hommes, 2 500 sont blessés. 8 000 Allemands sont faits prisonniers. En outre, la ville est rasée à hauteur d'environ 90 %,.

## Filmographie
Cette bataille a fait l'objet de plusieurs films, dont :
- 1945 un court métrage réalisé par Polska Kronika Filmowa (Actualités cinématographiques polonaises)
- 1969 Jarzębina czerwona[8].
- 2005 un documentaire de 25 minutes